# Анабазис (музика)
Анабазис — це музично-риторична фігура сходження або радості, що використовує висхідний музичний пасаж. Ця фігура часто супроводжувала теологічні тексти про вознесіння та воскресіння, але її також можна було легко використовувати у світських чи навіть інструментальних творах.